# Мишень рапамицина у млекопитающих

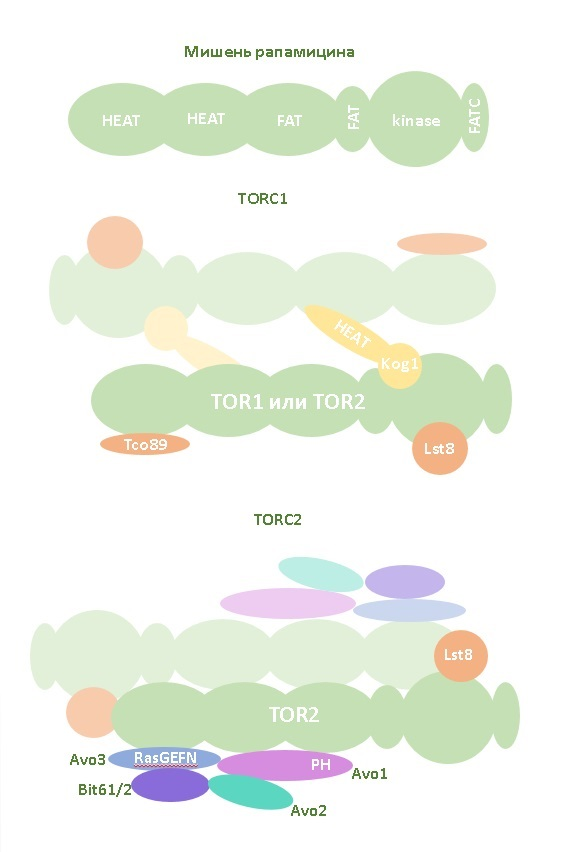
Структуры TOR, TORC1, TORC2

Мишень рапамицина млекопитающих (англ. target of rapamycin (TOR); mammalian target of rapamycin (mTOR); FK506 binding protein 12-rapamycin associated protein 1 (FRAP1)) — протеинкиназа серин-треониновой специфичности, которая в клетке существует как субъединица внутриклеточных мультимолекулярных сигнальных комплексов TORC1 и TORC2. В составе этих комплексов TOR регулирует клеточный рост и выживание. Комплекс TORC1 является мишенью иммунодепрессанта рапамицина (это объясняет название белка «мишень рапамицина»).
Открыта группой учёных под руководством Майкла Холла из Biozentrum University of Basel в 1991 году.

## Функции
TOR1 и TOR2 играют центральную роль в контроле клеточного роста. Несмотря на то, что эти белки структурно похожи, их функции неодинаковы. Нарушение TOR1 почти не имеет эффекта на клетки, а нарушение TOR2 приводит к  организации актинового цитоскелета, синтезу сфинголипидов, к эндоцитозу и к остановке клеточного цикла на G2/M фазе. Нарушение же обоих белков приводит к остановке клеточного цикла на фазе G0. Таким образом, TOR2 имеет две области функционирования: одна — самостоятельная, другая —  совместная с TOR1, но оба пути приводят к контролю клеточного цикла на разных фазах. 

## TOR млекопитающих

### Активация

#### mTORC1
В состав комплекса mTORC1 помимо mTOR входят дополнительные белки: raptor (англ. regulatory-associated protein of TOR), mLST8 (англ. mammalian lethal with Sec13 protein 8), или GβL, и PRAS40 (англ. proline-rich PKB/AKT substrate 40 kDa).
mTORC1 активируется факторами роста или аминокислотами. Причём при активации mTORC1 аминокислотами сигнал опосредуется ГТФазами Rag и приводит к релокализации комплекса. При активации mTORC1 факторами роста сигнал включает фосфорилирование TSC1-TSC2 под действием AKT1, что приводит к активации ГТФазы RHEB, которая активирует непосредственно mTORC1. Активация mTORC1 стимулирует биосинтез белка за счёт фосфорилирования ключевых регуляторов трансляции мРНК. mTORC1 фосфорилирует ингибирующий белок EIF4EBP1, который в результате высвобождается и разблокирует фактор инициации трансляции 4E (eIF4E). Кроме этого, активированный mTORC1 фосфорилирует и активирует 
p70 киназу рибосомального белка S6 (S6K1), что также стимулирует синтез белка. Рапамицин ингибирует mTORC1 и блокирует размножение клеток, что используется при трансплантации для ингибирования пролиферации лейкоцитов и подавления иммунного ответа.

#### mTORC2
В состав комплекса mTORC2 вместе с mTOR входят GβL, rictor (англ. rapamycin-insensitive companion of TOR), mSin1 (англ. mammalian stress-activated protein kinase (SAPK)-interacting protein 1) и protor (англ. protein observed with rictor).
mTORC2 активируется только факторами роста. В сигнальном пути mTORC2 находится перед ГТФазами Rho и регулирует организацию актинового цитоскелета, выживание клеток и метаболизм липидов. К субстратам mTORC2 относятся AKT, SGK (англ. serum glucocorticoid-induced kinase) и некоторые изоформы протеинкиназы C. mTORC2 в отличие от mTORC1 не чувствителен к иммуносупрессанту рапамицину.

### Ингибирование
Наиболее известным ингибитором mTOR является бактериальный токсин рапамицин. Более эффективным ингибитором чем рапамицин и его производное эверолимус является PP242, который ингибирует как mTORC1, так и mTORC2. Проходит клинические испытания также сапанисертиб — экспериментальный пероральный высокоселективный ингибитор киназы mTOR (который подавляет как mTORC1, так и mTORC2), действующий путем конкурирования с аденозинтрифосфатом.
В клетке mTOR ингибируется белками семейства сестринов (см. SESN1 и SESN2). Ингибируя TORC1, сестрины могут перепрограммировать клетки на адаптацию к стрессовым условиям. От них зависит в основном p53-опосредованная регуляция mTOR позволяющая р53 подавлять рост клеток и защищать от болезней пожилого возраста.
Ингибирование mTORC1 способствует увеличению максимальной продолжительности жизни.   Тем не менее это ингибирование mTOR  не предотвращает признаки и симптомы старения, оно увеличивает продолжительность жизни за счет подавления определенных патологий, ограничивающих жизнь пожилых животных.  При этом ограничение в питании и игибирование mTOR, по-видимому, увеличивают продолжительность жизни и замедляют старение в значительной степени разными механизмами и воздействуя на разные пути.

## TOR дрожжей

### Структура
TOR высококонсервативна у эукариот, у дрожжей представлена двумя паралогами: TOR1 и TOR2. Оба паралога имеют массу 282 кДа и они идентичны на 67%. С каждым из них может взаимодействовать комплекс FKBP-рапамицин (рапамицин активен только в этом комплексе). Все TOR имеют схожую доменную структуру. Ближе к N-концу прослеживаются HEAT-повторы (встречаются в белках hungtingtin, elongation factor 3, the A subunit of PP2A и в TOR1), которые формируют α-спирали и являются регионом связывания TOR-комплексов. Центральный FAT-домен и C-концевой FATC-домен фланкируют киназный и FRB домены. FRB-домен это FKBP-рапамицин связывающий участок.

### Комплексы TORC1 и TORC2 дрожжей
Комплекс TORC1 состоит из белков Kog1, Lst8, Tco89 и может включать в себя или TOR1 или TOR2. Его масса 2 МДа и предположительно этот комплекс представляет собой димер. Он рапамицин-чувствительный и выполняет TOR-shared функцию. В клетке сконцентрирован на мембране вакуоли.
EGO (escape from rapamycin-induced growth arrest) комплекс является главным регулятором TORC1. Он состоит из четырех белков: пальмитированного и миристиолированного белка Ego1, трансмембранного белка Ego3 и двух ГТФаз Gtr1 и Gtr2. Этот комплекс чувствителен к внеклеточному уровню лейцина и к внутривакуольному уровню аминокислот. В зависимости от конфигурации ГТФаз, входящих в состав комплекса, активируется или инактивируется TORC1. В активированном состоянии комплекс посредством фосфорилирования Sch9 стимулирует клеточный рост, повышая анаболические процессы и снижая катаболические процессы и программы стресс-ответа.
Комплекс TORC1 также ускоряет старение, его ингибирование и блокирование Sch9 продлевает жизнь дрожжей, червей, мух и мышей. Одним из известных ингибиторов является рапамицин. В клинической биологии используется при трансплантации для ингибирования пролиферации лейкоцитов и подавления иммунного ответа.
Комплекс TORC2 включает в себя TOR2, Avo1, Avo2, Avo3, Bit61 (и/или его паралог Bit2), и Lst8 (Рис.2C).  Он расположен около плазматической мембраны, является не чувствительным к рапамицину, выполняет вторую из описанных выше функцию. TORC2 фосфорилирует Ypk и SLM, что приводит к  организации актинового цитоскелета, синтезу сфинголипидов, и к эндоцитозу.

## См.также
- Рапамицин
- Сигнальный путь PI3K/AKT/mTOR